# Beethovens stora genombrott
Beethovens Stora Genombrott, (engelska Beethoven's big break), är en amerikansk komedi från 2008 i regi av Mike Elliott. Filmen, som släpptes direkt på DVD, hade Sverigepremiär den 26 augusti 2009.

## Handling
Eddie, som är en djurskötaren och ständigt jobbar med djur, har stränga regler i hemmet där han inte tillåter några som helst djur. När hans son Billy hittar den herrelösa hunden Beethoven och hans 
valpar motsätter sig Eddie å det strängaste att de ska få bo hemma hos de. När sen en hund, som ingår i en filminspelning, blir kidnappad måste de hitta en ersättare, och det snabbt...

## Om filmen
Filmen är inspelad i Orlando och i Universal Studios i Florida, USA.

## Rollista (urval)
- Jonathan Silverman - Eddie
- Jennifer Finnigan - Lisa
- Moises Arias - Billy
- Eddie Griffin - Stanley
- Rhea Perlman - Patricia
- Stephen Tobolowsky - Sal
- Oscar Nuñez - Tick
- Joey Fatone - Bones
- Stefanie Scott - Katie
- Cesar Millan - Sig själv